# Jaume Cabrera
Jaume Cabrera, oppure Jaime (Catalogna, 1374 ca – Catalogna, 1435 ca), è stato un pittore spagnolo.

## Biografia
Seguace di Lluís Borrassà, il senso aneddotico dei suoi racconti si può accostare all'ambiente seneseggiante, di cui conserva il senso dolce e ingenuo dei fratelli Serra, e soprattutto di Jaime Serra, non alieno anche da ricerche preziosistiche nordiche, come si può vedere nelle tavole della pala d'altare dell'Ascensione nella chiesa di Santa María de San Martín Sarroca o nel tavole del trittico con la Vergine in trono e angeli musicali del Museo archeologico nazionale di Spagna.
Altre opere, documentate o attribuite, sono la pala d'altare nella chiesa di San Martín de Calonge (1395); quella della Vera Cruz e le sette gioie di Maria di San Feliu de Guíxols (1403); un polittico commissionato da Pedro Sagrera di Solsona; il polittico con le Storie di san Michele e di san Nicola per la cattedrale di Manresa (1406), che si conserva smembrato e incompleto nel Museo Capitolare di quella città: l'esame dell'opera rivela che il pittore aderì alla corrente d'influenza toscana proposta da Ferrer Bassa, interpretandola con una più irruente vivezza spagnola, non priva di elementi imprevedibili e di insistenze narrative; tra le parti di più raffinata qualità del polittico di Manresa si ricorda l'episodio del Monte Gargano, tra le più convintamente emotive e serrate nella composizione, Il compianto sul corpo di Cristo, facente parte della predella, e tra le più popolaresche ed ingenue l'Assassinio di tre giovani e la loro risurrezione per opera di san Nicola.
Tra le altre opere si possono menzionare quella della cappella di San Paolo a La Bisbal del Ampurdán (1407) o la Pietà (attribuzione) della cappella di Santa Catalina de Torroella de Montgrí, ora conservata nel Museo d'arte di Gerona.
Fu maestro e suocero di Jaume Cirera, nonostante si fosse opposto al matrimonio del discepolo con una delle sue figlie, forse perché danneggiava le aspettative del figlio, anche lui pittore, di ereditare la direzione della bottega.

## Opere
- Pala d'altare dell'Ascensione nella chiesa di Santa María de San Martín Sarroca;
- Trittico con la Vergine in trono e angeli musicali nel Museo archeologico nazionale di Spagna;
- Pala d'altare nella chiesa di San Martín de Calonge (1395);
- Pala d'altare della Vera Cruz e le sette gioie di Maria di San Feliu de Guíxols (1403);
- Polittico commissionato da Pedro Sagrera di Solsona;
- Polittico con le Storie di san Michele e di san Nicola per la cattedrale di Manresa (1406);
- Cappella di San Paolo a La Bisbal del Ampurdán (1407);
- Pietà (attribuzione) della cappella di Santa Catalina de Torroella de Montgrí, ora conservata nel Museo d'arte di Gerona.